# Chiesa di Santa Chiara (Cagliari)
La chiesa di Santa Chiara è una chiesa di Cagliari, situata presso la salita Santa Chiara, poco lontano da piazza Yenne, nel quartiere Stampace.

## Storia e descrizione
La chiesa di Santa Chiara, originariamente intitolata a santa Margherita, e l'adiacente monastero vennero fondati tra la fine del XIII e l'inizio del XIV secolo per accogliere una comunità di monache clarisse, che continuarono ad abitare il complesso claustrale sino alla fine del XIX secolo. Gli edifici vennero gravemente danneggiati dai bombardamenti del 1943, rendendo necessario l'abbattimento del monastero, del quale oggi rimane solo qualche rudere. Parte dell'area dell'ex casa religiosa venne destinata, nel 1957, al vicino mercato rionale, ancora in attività.
L'attuale chiesa, in stile barocco, risale alla fine del XVII secolo. L'edificio prospetta su una piazzetta quadrangolare, cinta da un cancello in ferro. Dalla piazzetta si accede anche all'area dei ruderi del monastero, dove in anni recenti è stato collocato un ascensore, che consente di salire alla via Cammino Nuovo evitando i 98 gradini della salita di Santa Chiara, progettate da Gaetano Cima nel 1858 per unire questa zona di Stampace al quartiere Castello. Vicino all'ascensore si trova il campanile a vela della chiesa.
Il tempio presenta la facciata con coronamento a doppia inflessione, tipica di altre chiese cagliaritane del seicento, come Santa Restituta o la distrutta San Nicolò (che sorgeva in un'area tra l'attuale piazza del Carmine e la via Sassari), decorata da un portale architravato, sormontaro da una piccola nicchia e da due aperture rettangolari. Sopra il portale laterale si trova la scritta dedicatoria  S MARGARITA V M 1690, che ricorda l'antica intitolazione della chiesa a santa Margherita di Antiochia, vergine e martire, e riporta la data di rifacimento dell'edificio.
L'interno ha pianta rettangolare, con navata unica e cappelle laterali. L'abside,  rettangolare, accoglie un imponente retablo in legno dorato. L'imposta della volta a botte della navata è percossa da una trabeazione, retta da paraste, con il fregio riccamente decorato. Sotto il pavimento della navata si trova una cripta, rinvenuta negli anni ottanta, dove sono tracce delle fondamenta dell'edificio medievale e antiche sepolture.